# Euclasta warreni
Euclasta warreni là một loài bướm đêm trong họ Crambidae.